# Rantajärvi (sjö i Suomussalmi, Kajanaland)
Rantajärvi är en sjö i kommunen Suomussalmi i landskapet Kajanaland i Finland. Sjön ligger 197 meter över havet. Arean är 1,02 kvadratkilometer och strandlinjen är 7,49 kilometer lång. Sjön  ingår i Uleälvens huvudavrinningsområde.   Den ligger omkring 110 kilometer nordöst om Kajana och omkring 560 kilometer norr om Helsingfors. 